# Тернопільсько-Зборівська митрополія УГКЦ

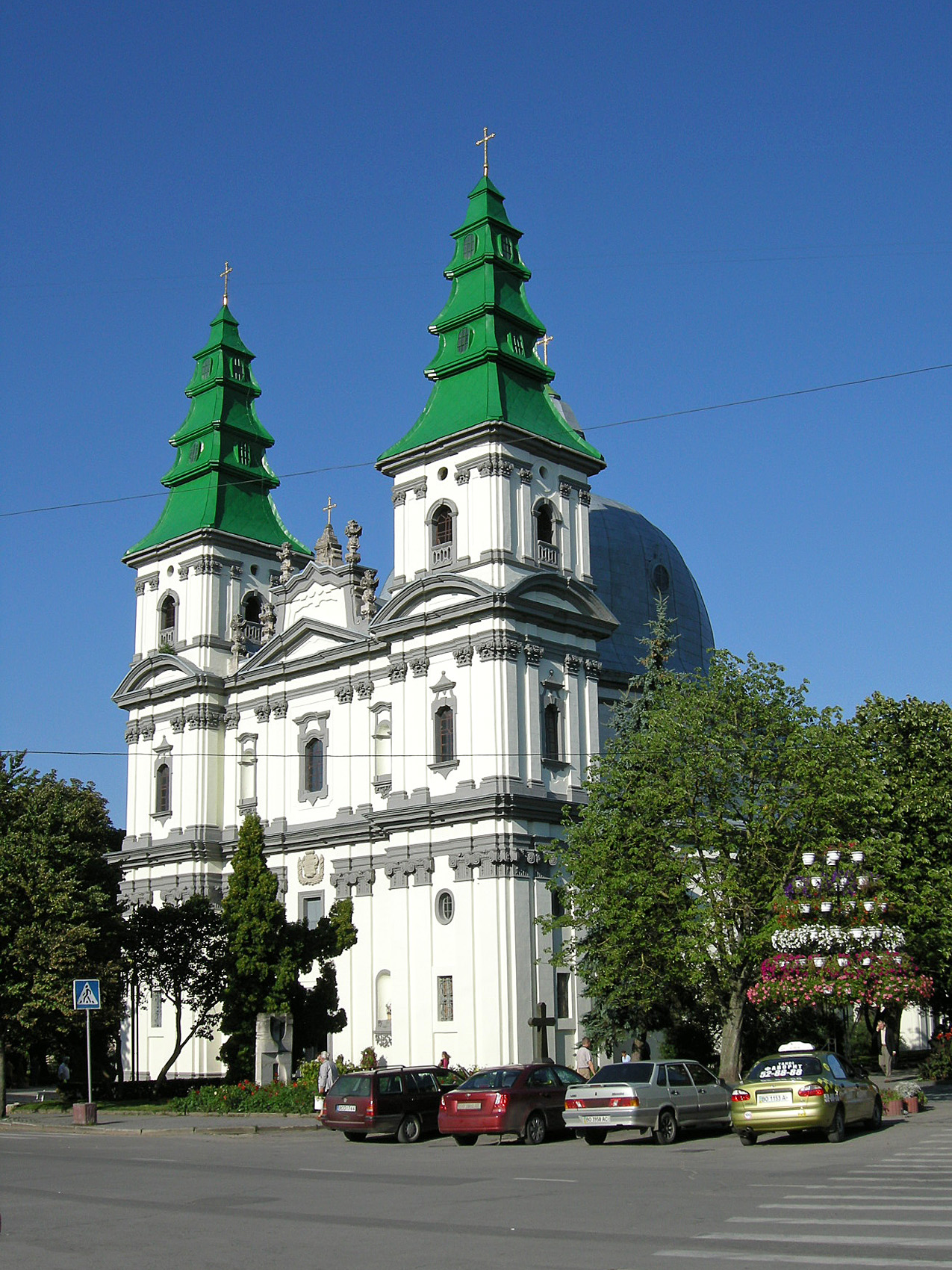
Архікатедральний собор митрополії

Тернопільсько-Зборівська митрополія УГКЦ — адміністративно-територіальна одиниця Української греко-католицької церкви з центром у Тернополі, проголошена 22 грудня 2011 року в катедральному соборі Непорочного Зачаття Пресвятої Богородиці Тернополя під час Архієрейської Літургії Предстоятель УГКЦ Блаженніший Святослав (Шевчук).
До складу митрополії входять
- Тернопільсько-Зборівська архієпархія,
- Бучацька єпархія,
- Кам'янець-Подільська єпархія[1].

Митрополію очолює Теодор Мартинюк, архієпископ і митрополит Тернопільсько-Зборівський.
Катедральний собор Непорочного Зачаття Пресвятої Богородиці в Тернополі оголошено Архікатедральним собором Тернопільсько-Зборівської митрополії.